# Predgornoevatnet
Der Predgornoevatnet (norwegisch; russisch Озеро Предгорное Osero Predgornoje, deutsch ‚See unterhalb des Bergs‘) ist ein kleiner See an der Prinzessin-Astrid-Küste des ostantarktischen Königin-Maud-Lands. In der Schirmacher-Oase liegt er auf der Nordseite des Russeskaget.
Russische Wissenschaftler benannten ihn. Wissenschaftler des Norwegischen Polarinstituts übertrugen diese Benennung 1991 ins Norwegische.